# 卢兹
卢兹（法語：Louze，法語發音：[luz]）是法国上马恩省的一个旧市镇，属于圣迪济耶区。2016年1月1日，卢兹和相邻的另外3个市镇合并为新市镇里沃代尔瓦斯（Rives Dervoises）。

## 地理
卢兹（48°26'1"N, 4°43'5"E）面积20.65 平方千米，位于法国大東部大區上马恩省，该省份为法国东北部内陆省份，北起马恩省和默兹省，西接奥布省，西南接科多尔省，东南接上索恩省，东临孚日省。
与卢兹接壤的市镇（或旧市镇、城区）包括：埃波泰蒙、瓦朗蒂尼、拉维尔欧布瓦、塞丰、莱讷河畔隆日维尔。

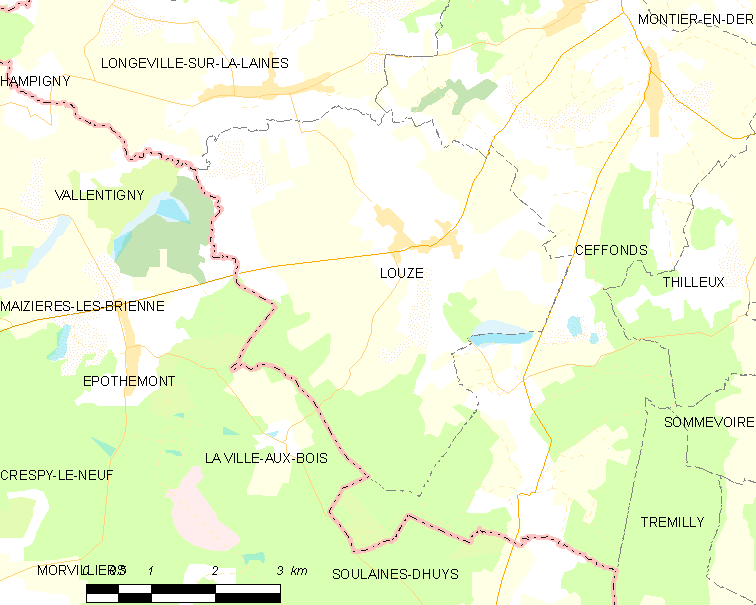
卢兹的OSM定位图

卢兹的时区为UTC+01:00、UTC+02:00（夏令时）。

## 行政
卢兹的邮政编码为52220，INSEE市镇编码为52296。

## 政治
卢兹所属的省级选区为瓦西县。

## 人口

1962-2008年间卢兹人口变化图示

卢兹于2018年1月1日时的人口数量为303人。